# Mesoveloidea peruviana
Mesoveloidea peruviana är en insektsart som beskrevs av Drake 1949. Mesoveloidea peruviana ingår i släktet Mesoveloidea och familjen vattenspringare. Inga underarter finns listade i Catalogue of Life.